# Américains en Corée du Nord
Les Américains en Corée du Nord sont principalement des transfuges et des prisonniers de guerre pendant et après la guerre de Corée, ainsi que leurs descendants nés localement. De plus, il existe des voyages organisés composés d'Américains en train ou en avion depuis la Chine, certains avec hébergement et séjour temporaires.

## Prisonniers de guerre
Le 17 septembre 1996, le New York Times rapportait la possible présence de prisonniers de guerre américains en Corée du Nord, citant des documents déclassifiés. Les documents ont montré que le ministère américain de la Défense savait en décembre 1953 que « plus de 900 soldats américains étaient en vie à la fin de la guerre mais n'ont jamais été libérés par les Nord-Coréens ». Le Pentagone n'a pas confirmé le rapport, affirmant qu'il n'avait aucune preuve claire que des Américains étaient détenus contre leur volonté en Corée du Nord, mais s'est engagé à continuer d'enquêter sur les témoignages de transfuges et d'autres personnes qui ont déclaré avoir vu des prisonniers américains là-bas. Le gouvernement nord-coréen a déclaré qu’il ne détenait aucun Américain.

## Personnes notables

### Guerre de Corée
L'opération Big Switch, l'échange des prisonniers de guerre restants, a commencé début août 1953 et a duré jusqu'en décembre. Durant cette période, 21 soldats américains ont refusé de retourner dans leur pays et ont décidé de rester dans le pays (avec un soldat britannique et 327 Sud-Coréens).

### Transfuges notables
- Anna Wallis Suh (1950[1],[2], morte en 1969 [3] )
- Larry Allen Abshier (1962[4], décédé en 1983 [5] )
- James Joseph Dresnok (1962[4], mort en 2016 [5] )
- Jerry Wayne Parrish (1963[4], mort en 1998 [5] )
- Charles Robert Jenkins (1965[5], a quitté la Corée du Nord en 2004[5], est mort en 2017[6])
- Roy Chung (1979[7], décédé en 2004)
- Joseph T. White (1982[8], mort en 1985)
- Travis King (juillet 2023[9], expulsé de Corée du Nord en septembre 2023[10])